# (6297) 1988 VZ1
A (6297) 1988 VZ1 a Naprendszer kisbolygóövében található aszteroida. Ueda & Kaneda fedezte fel 1988. november 2-án.